# ヴィンセント・ヤング (俳優)
ヴィンセント・ヤング（Vincent Young、1965年6月4日 - ）は、アメリカ合衆国の俳優。ペンシルベニア州フィラデルフィア出身。

## 出演作品
- NCIS 〜ネイビー犯罪捜査班 シーズン3
- CSI:ニューヨーク2
- 犯罪捜査官ネイビーファイル シーズン10
- ビバリーヒルズ青春白書 シーズン8～シーズン10（ノア・ハンター）
- A Modern Affair